# Campeonato en Parejas de The Crash
El Campeonato en Parejas de The Crash (The Crash Tag Team Championship en inglés) es un campeonato de lucha libre profesional creado y utilizado por la compañía mexicano The Crash. Fue establecido el 8 de mayo de 2015. Actualmente el campeonato quedó vacante.

## Campeones

### Campeones actuales
El Campeonato en Parejas de The Crash se encuentra actualmente vacante, luego de que los excampeones Mexablood (Bandido & Flamita), quien se encontraba en su primer reinado como campeón, renunciaran por razones desconocidas.

### Lista de campeones
|    | Luchadores                                             | N.º | Fecha                    | Días | Show o evento                | Notas y referencias |
| -- | ------------------------------------------------------ | --- | ------------------------ | ---- | ---------------------------- | --- |
| 1  | Black Boy (1) & Rey Horus (1)                          | 1   | 8 de mayo de 2015        | 133  | The Crash                    | Derrotaron a Bestia 666 & Mosco Negro, y Daga & Steve Pain para determinar a los primeros campeones.                                          |
| 2  | Tony Casanova (1) & Zarco (1)                          | 1   | 18 de septiembre de 2015 | 330  | The Crash                    | |
| 3  | Garza Jr. (1) & Último Ninja (1)                       | 1   | 13 de agosto de 2016     | 161  | The Crash                    | Fue un 2-out-of-3 Falls Match. |
| —  | Vacante                                                | —   | 21 de enero de 2017      | —    | —                            | Garza y Ninja renunciaron los títulos por razones desconocidas.                                                                               |
| 4  | The Broken Hardys (Matt (1) & Jeff (1))                | 1   | 21 de enero de 2017      | 41   | The Crash                    | Derrotaron a Juventud Guerrera & Super Crazy por el vacante campeonato.                                                                       |
| —  | Vacante                                                | —   | 3 de marzo de 2017       | —    | —                            | Debido a que los Hardys dejaran Impact Wrestling.                                                                                             |
| 5  | Mexablood (Bandido (1) & Flamita (1))                  | 1   | 17 de marzo de 2018      | 204  | The Crash                    | Derrotaron a Aeroboy & Séptimo Dragón y Dezmond Xavier & Zachary Wentz por el vacante campeonato.                                             |
| —  | Vacante                                                | —   | 7 de octubre de 2018     | —    | —                            | Mexablood renunciaron los títulos por razones desconocidas.                                                                                   |
| 6  | Lucha Brothers (Penta El Zero M (1) & Rey Fénix (1))   | 1   | 3 de noviembre de 2018   | 24   | 7th Aniversario de The Crash | Derrotó a Nueva Generación Dinamita (El Cuatrero & Sansón) y Reno Scum (Adam Thornstowe & Luster the Legend) para ganar los títulos vacantes. |
| —  | Vacante                                                | —   | 27 de noviembre de 2018  | —    | —                            | Debido a que Rey Fénix tenía una lesión en el ingle.                                                                                          |
| 7  | Lucha Brothers (Penta El Zero M (2) & Rey Fénix (2))   | 2   | 4 de mayo de 2019        | 20   | The Crash                    | Derrotó a Mexablood (Bandido & Flamita) para ganar los títulos vacantes.                                                                      |
| 8  | La Rebelión Amarilla (Bestia 666 (1) & Mecha Wolf (1)) | 1   | 24 de mayo de 2019       | 274  | The Crash                    | |
| 9  | Los Traumas (Trauma I (1) & Trauma II (1))             | 1   | 22 de febrero de 2020    | 622  | The Crash                    | Fue un Steel Cage Match, el cual incluyó a El Mesías & Oráculo.                                                                               |
| 10 | La Rebelión Amarilla (Bestia 666 (2) & Mecha Wolf (2)) | 2   | 5 de noviembre de 2021   | 378  | The Crash                    | Fue un Fatal Tag Team 4-Way Match, el cual incluyó a Los Mercenarios (Rey Escorpión & Taurus) y Funnybone & Super Beast.                      |
| 10 | Los Hermanos Lee (Dragón Lee (1) & Dralístico (1))     | 1   | 9 de septiembre de 2022  | 126  | The Crash                    | Derrotaron a Sangre Texano (El Texano Jr. & Super Nova) y a L.A. Park & L.A. Park Jr. en una Triple Threat Tag Team Match.                    |
| —  | Vacante                                                | —   | 13 de enero de 2023      | —    | —                            | Debido a que Lee firmó con WWE. |
| 11 | Los Golpeadores (Dragón Bane (1) & Alpha Wolf (1))     | 1   | 24 de marzo de 2023      | 462  | The Crash                    | Derrotaron a Arkangel Divino & Último Maldito en un combate dónde los vacantes Campeonatos en Parejas de KAOZ también estuvieron en juego.    |
| 12 | El Hijo de Dr. Wagner Jr. y Galeno del Mal             | 1   | 28 de junio de 2024      | 345+ | The Crash                    | |

### Total de días como campeones
La siguiente lista muestra el total de días que un equipo o un luchador ha poseído el campeonato, si se suman todos los reinados que posee. 

#### Por equipos
A la fecha del 8 de junio de 2025.
| + | Indica el campeón actual |

| N.º | Equipo                                         | Reinados | Total de días |
| --- | ---------------------------------------------- | -------- | ------------- |
| 1   | Los Traumas (Trauma I & Trauma II)             | 1        | 622           |
| 2   | La Rebelión Amarilla (Bestia 666 & Mecha Wolf) | 2        | 582           |
| 3   | Los Golpeadores (Dragón Bane & Alpha Wolf)     | 1        | 462           |
| 4   | Tony Casanova & Zarco                          | 1        | 330           |
| 5   | Mexablood (Bandido & Flamita)                  | 1        | 204           |
| 6   | Garza Jr. & Último Ninja                       | 1        | 161           |
| 7   | El Hijo de Dr. Wagner Jr. y Galeno del Mal     | 1        | 345+          |
| 8   | Black Boy & Rey Horus                          | 1        | 133           |
| 9   | Los Hermanos Lee (Dralístico & Dragon Lee)     | 1        | 126           |
| 10  | Lucha Brothers (Penta El Zero M & Rey Fénix)   | 2        | 44            |
| 11  | The Broken Hardys (Matt & Jeff)                | 1        | 41            |

#### Por luchador
A la fecha del 8 de junio de 2025.
| + | Indica el campeón actual |

| N.º | Campeón                   | Reinados | Total de días |
| --- | ------------------------- | -------- | ------------- |
| 1   | Trauma I                  | 1        | 562           |
| 1   | Trauma II                 | 1        | 562           |
| 3   | Bestia 666                | 2        | 582           |
| 3   | Mecha Wolf                | 2        | 582           |
| 5   | Dragón Bane               | 1        | 462           |
| 5   | Alpha Wolf                | 1        | 462           |
| 7   | Tony Casanova             | 1        | 330           |
| 7   | Zarco                     | 1        | 330           |
| 9   | Bandido                   | 1        | 204           |
| 9   | Flamita                   | 1        | 204           |
| 11  | Garza Jr.                 | 1        | 161           |
| 11  | Último Ninja              | 1        | 161           |
| 13  | Black Boy                 | 1        | 133           |
| 13  | Rey Horus                 | 1        | 133           |
| 15  | Dragon Lee                | 1        | 126           |
| 15  | Dralístico                | 1        | 126           |
| 17  | El Hijo de Dr. Wagner Jr. | 1        | 345+          |
| 17  | Galeno del Mal            | 1        | 345+          |
| 19  | Penta El Zero M           | 2        | 44            |
| 19  | Rey Fénix                 | 2        | 44            |
| 21  | Jeff Hardy                | 1        | 41            |
| 21  | Matt Hardy                | 1        | 41            |

### Mayor cantidad de reinados

#### Por equipo
| Reinados | Luchador (es)                        |
| -------- | ------------------------------------ |
| 2 veces  | Lucha Brothers, La Rebelión Amarilla |

#### Por luchador
| Reinados | Luchador (es)                                      |
| -------- | -------------------------------------------------- |
| 2 veces  | Penta El Zero M, Rey Fénix, Bestia 666, Mecha Wolf |